# HM4
HM4はアメリカ製ではない最初の液体水素/液体酸素を推進剤とする極低温 ロケットエンジンである。
フランスでディアマンロケットの計画された極低温2段目のDiogéne(ディオジェーヌ)のエンジンとして1967年から1969年にかけて開発され、純粋に新技術の地上での試験機として使用され宇宙へは飛ばなかった。HM4で開発された技術はアリアンロケットで使用されたHM7エンジンの基礎になった。

## 歴史
HM4はSociété d'Etudes pour la Propulsion par Réaction (SERP)の主導によるH2とH3の液体燃料燃焼室開発計画から発展して1961年から1963年にかけてH2は計画されたディアマンロケットのミラージュIIICから派生したターボポンプを備えた水素上段型での使用を目的として計画された。しかし、1964年に両方の計画は4基の燃焼室を備え、それぞれの推力が40 kN (8,992 lbf)で総推力が160 kN (35,970 lbf)のHM4に置き換えられたことにより破棄された。新型エンジンの初試験は1967年3月に実施され、累計85回のHM4の試験で最大燃焼時間350秒を含む累計燃焼時間は2300秒だった。SERPによってエンジンはロールス･ロイス社によって開発された1基の燃焼室を備える仕様のヨーロッパロケットの発展型であるELDO-B計画での使用が提案されたが、1969年に計画は中止され、代わりに後にアリアン1の上段で使用されるHM7の開発に専念された。